# (29180) 1990 SW1
1990 أس دابليو 1 (ويعرف أيضًا باسم (29180) 1990 أس دابليو 1 وفق تسمية الكوكب الصغير) (بالإنجليزية: 1990 SW1)‏ هو كويكب ضمن حزام الكويكبات؛ وترتيبه 29180 من حيث الاكتشاف.
اكتُشف هذا الجُرم الفلكي بواسطة Brian P. Roman ‏ في 22 سبتمبر 1990.

## وصلات خارجية
- (29180) 1990 SW1 في قاعدة بيانات مختبر الدفع النفاث لأجرام النظام الشمسي الصغيرة

- الاكتشاف · مخطط المدار ·  العناصر المدارية · المعلمات المادية

- (29180) 1990 SW1 على موقع ويكي سكاي: DSS2, SDSS, GALEX, IRAS, Hydrogen α, X-Ray, Astrophoto, Sky Map, Articles and images